# Duha Kabir
Duha Kabir (arab. دوحة كبير) – wieś w Syrii, w muhafazie Aleppo, w dystrykcie Ajn al-Arab. W 2004 roku liczyła 807 mieszkańców.